# Psilinsara annulata
Psilinsara annulata är en insektsart som beskrevs av Morgan Hebard 1932. Psilinsara annulata ingår i släktet Psilinsara och familjen vårtbitare. Inga underarter finns listade i Catalogue of Life.